# 網切一郎
網切 一郎（マンジョル イルラン、망절 일랑、日本名：あみきり いちろう、1942年9月5日 - 2012年8月21日）は大韓民国慶尚南道出身の日系韓国人であり、韓国の本貫である島間網切氏の始祖である。キノコ栽培に尽力し、生前はキノコ博士として知られていた。

## 来歴
1942年、元巡査部長で旅客社営業所長の日本人網切吉右衛門、韓国人梁斗連の一人息子として慶尚南道金海で生まれる。
1945年8月、終戦に伴い吉右衛門が収容所に軟禁。近隣の家に遊びに行っていた一郎と再会することなく、9月に日本に強制送還される。晋州市の母方の祖父ヤン医師に引き取られ、孫として育てられる。この家族の下、韓国人として過ごすが、迫害も経験する。
高校2年生時に祖父が死去。退学後の1958年、釜山畜産業協同組合に勤務。数年後、婚姻届け時に祖父の養子であることを知り、肉親探しを始める。
NHKラジオ尋ね人の時間がきっかけで1967年1月、吉右衛門より便りが届く。喉頭癌の後遺症で構音障害であった吉右衛門と書簡の交換を重ねる。一刻も早い再会を望んだが、兵役義務未遂行のため海外渡航は不認可となる。8月初め、吉右衛門が認知手続きのため訪れた鹿児島市で脳卒中で倒れる。31日、吉右衛門死去。それでも祖国の地を踏み「日本男子として生きる」願いを果たすため、1968年5月より兵役に就く。
1970年、裁判の末、実父の戸籍に入籍。兵役義務が消滅し、23ヶ月で退役する。この時期の裁判費用で多額の借金を背負う。日本への渡航も果たし移住も検討したが、実父の遺産問題や育った国への思いなどもあり韓国に帰化。吉右衛門の出身地である鹿児島県南種子町島間（しまま）を本貫とする「島間網切氏（トガンマンジョルシ）」の始祖となった。（日本語読みの「アミキリ」を主張したが受け入れられず、「マンジョル」と読む仲裁案に従った）
親類から譲り受けた農園で稲作業を営むが不振で、1972年からキノコ栽培を始める。1994年には韓国内で初めてエリンギ栽培に成功し、2001年、30年間培われたキノコ栽培技術が認められて、第35回新農民賞大統領賞を受賞した。この間、地元の里長（町長に相当）も歴任。これらの実績により「キノコ博士」と呼ばれた。宅地開発による農場移転後の2009年からは、サンチュとセリ栽培にも取り組んだ。また日韓農家の交換ホームステイにも取り組み、日韓親善に尽力した。
2012年8月21日、農作業中に倒れ、69歳で死去。